# الثورة الكيميائية

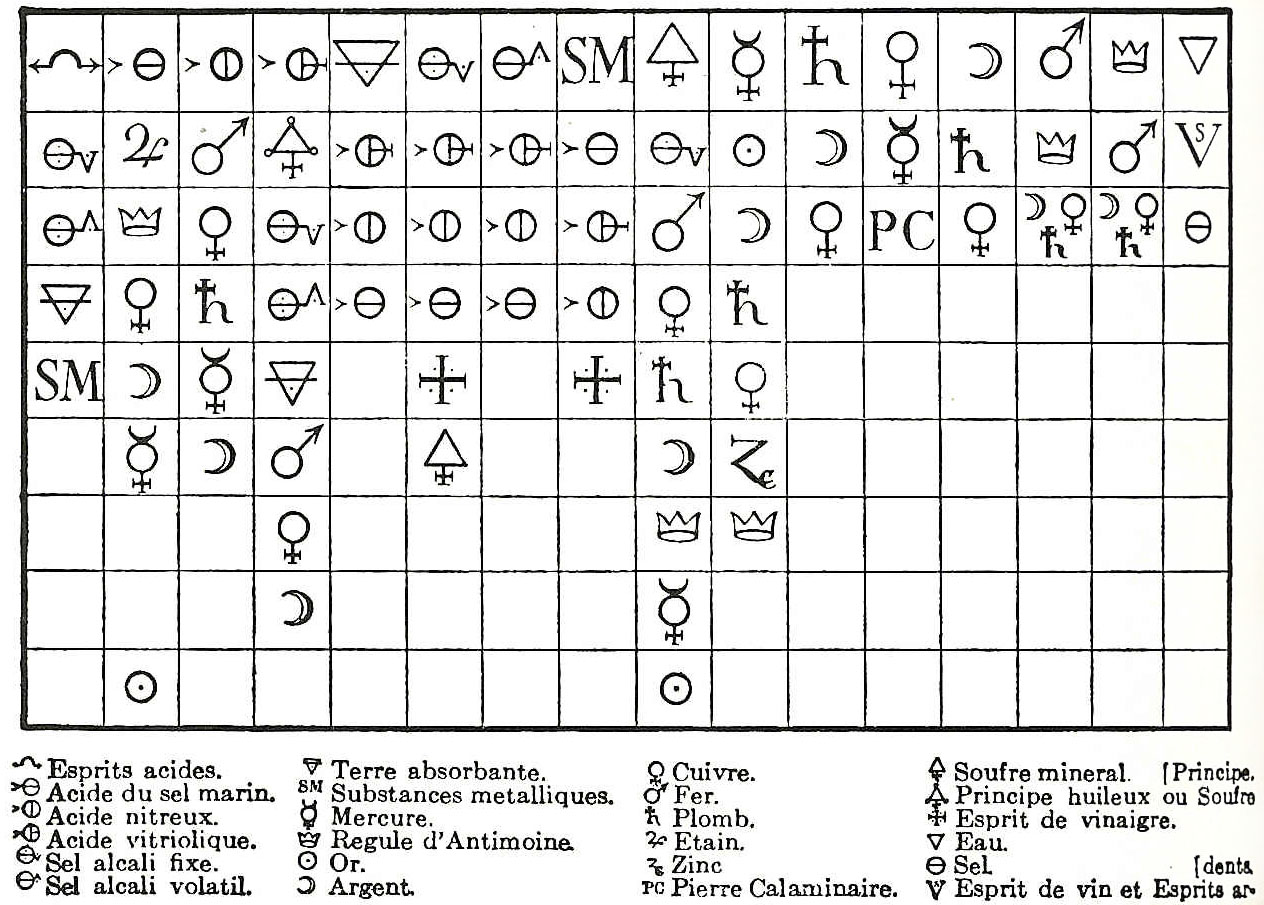
جدول جوفرى للتقارب عام 1718: على رأس كل عمود نوع كيميائي والذي يمكنه الاندماج مع كل الأنواع أدناه. وقد اعتبر بعض المؤرخين هذا الجدول بداية الثورة الكيميائية.

الثورة الكيميائية، وتسمى أيضا أول ثورة كيميائية، كانت إعادة الصياغة الحديثة المبكرة للكيمياء والتي بلغت ذروتها في قانون حفظ الكتلة ونظرية احتراق الأكسجين. خلال القرن الـ19 والـ20، ويرجع الفضل في هذا التحول إلى أعمال الكيميائي الفرنسي أنطوان لافوازييه (أبو الكيمياء الحديثة). ومع ذلك، يعتبر العمل مؤخرًا في تاريخ الكيمياء الحديثة المبكر أن الثورة الكيميائية تتألف من التغيرات التدريجية في النظرية الكيميائية والممارسات التي ظهرت على مدى قرنين من الزمان. قامت ما تسمى بالثورة العلمية خلال القرنين السادس عشر والسابع عشر في حين قامت الثورة الكيميائية خلال القرنين السابع عشر والثامن عشر.

## العوامل الأساسية
أدت عدة عوامل إلى الثورة الكيميائية الأولى. أولا، كانت هناك أشكال التحليل الوزني التي انبثقت عن الكيمياء وأنواع الأدوات الجديدة التي تم تطويرها في السياقات الطبية والصناعية. في هذه الأحيان، تحدى الكيميائيون باستمرار الفرضيات التي تم عرضها بالفعل من قبل الإغريق. على سبيل المثال، بدأ الكيميائيون في التأكيد على أن جميع الهياكل كانت تتألف من أكثر من أربعة عناصر من اليونانيين أو ثمانية عناصر من الكيميائيين في العصور الوسطى. الكيميائي الأيرلندي روبرت بويل، وضع الأسس للثورة الكيميائية، مع فلسفته الجسيمية الميكانيكية، والتي تعتمد بدورها بشكل كبير على نظرية الجسيمات في الكيمياء والمنهج التجريبي التي يعود تاريخها إلى شبه جابر.
وعوامل الأخرى تضمنت تقنيات تجريبية جديدة واكتشاف «الهواء الثابت» (ثاني أكسيد الكربون) من قبل جوزيف بلاك في منتصف القرن الـ18. وكان لهذا الاكتشاف أهمية خاصة لأنه ثبت بالتجربة أن 'الهواء' لم يتكون من مادة واحدة فقط، لأنه أنشأ «الغاز» كمادة تجريبية مهمة. مع اقتراب نهاية القرن الـ18، والتجارب التي كتبها هنري كافنديش وجوزيف بريستلي أثبتت كذلك أن الهواء ليس عنصرا وبدلا من ذلك يتكون من عدة غازات مختلفة. كما ترجم لافوازييه أسماء مادة كيميائية إلى لغة اصطلاحية جديدة أكثر جاذبية لعلماء القرن التاسع عشر. حدثت هذه التغييرات في ظل زيادة المصلحة العامة في تعلم وممارسة الكيمياء أثناء الثورة الصناعية. عند وصف مهمة إعادة اختراع التسميات الكيميائية، كانت محاولة لافوازييه لتسخير مركزية جديدة للكيمياء عن طريق الادعاء القطعى أنه:
| الثورة الكيميائية | يجب علينا تنظيف البيت بشكل دقيق، لأنهم استخدموا لغة محيرة غريبة على أنفسهم، الأمر الذي يعرض بصفة عامة معنى معين للأتباع ومعنى آخر للمبتذلة، وفي نفس الوقت لا يحتوي على أي شيء واضح بعقلانية سواء لأحدهما أو للآخر. | الثورة الكيميائية |

### أدوات دقيقة
الكثير من الأسباب الكامنة وراء تسمية أنطوان لافوازييه «والد الكيمياء الحديثة» وبداية الثورة الكيميائية يكمن في قدرته على التعامل رياضيا مع المجال، دفع الكيمياء لاستخدام الطرق التجريبية المستخدمة في «علوم دقيقة أخرى.» لافوازييه غير مجال الكيمياء عن طريق الحفاظ على الميزانيات العمومية الدقيقة في بحثه، في محاولة لإظهار أنه من خلال التحول من الأنواع الكيميائية وحفظها المبلغ الإجمالي للمادة. استخدم لافوازييه الأجهزة للقياس الحراري والجوي في تجاربه، وتعاون مع بيير سيمون دي لابلاس في اختراع المسعر، أداة لقياس التغيرات الحرارية في التفاعلات الكيميائية. في محاولة لتفكيك نظرية فلوجستون وتنفيذ نظريته الخاصة للاحتراق، استخدم لافوازييه أجهزة متعددة. وكانت تشمل برميل ملتهب لبندقية حديدية الذي تم تصميمه لتسري المياه من خلاله وتتحلل، وتعديل الجهاز الذي شمل حوض هوائي في نهاية واحدة، ميزان حرارة، ومقياسا. كانت دقة قياساته شرط في إقناع المعارضة بنظرياته حول المياه كمركب، مع الأجهزة التي صممها بنفسه والتي نفذها في بحثه.
وعلى الرغم من وجود قياسات دقيقة لعمله، واجه لافوازييه كمية كبيرة من المعارضة في بحثه. أنصار فلوجستون، مثل كير وبريستلي، ادعوا أن ظهور تلك الحقائق كانت تنطبق فقط على الظواهر الأولية، وأن تفسير هذه الحقائق لا تنطبق بدقة في النظريات. وذكروا أن لافوازييه كان يحاول فرض النظام على الظواهر المرئية، في حين ستكون هناك حاجة لمصدر ثانوي للصحة لتقديم أدلة قاطعة لتكوين الماء وعدم وجود فلوجيستون.

## أنطوان لافوازييه

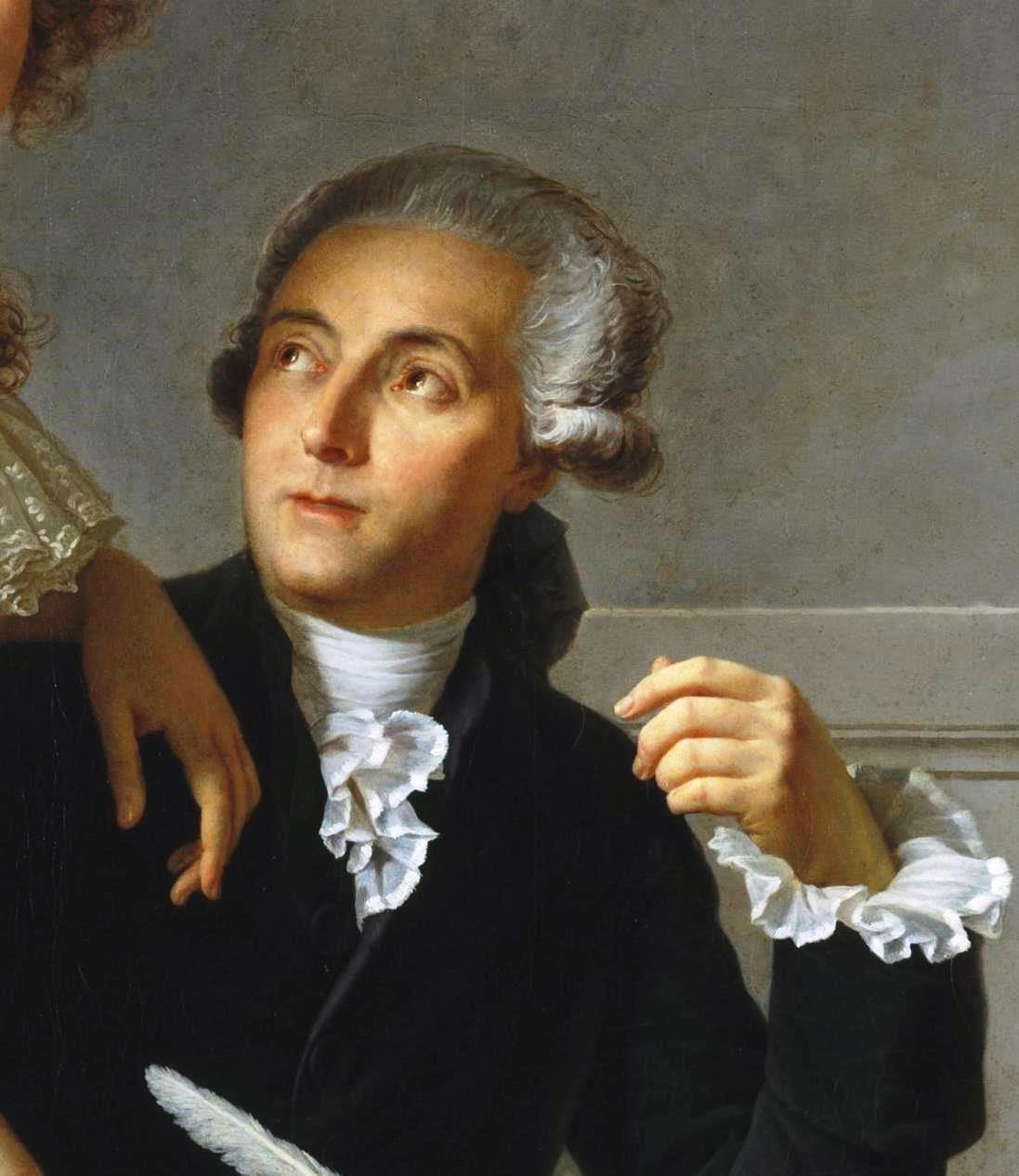
أنطوان لافوازييه

وقد تغذت المراحل الأخيرة من الثورة عن طريق نشر المعاهدة الأساسية للكيمياء للافوازييه (عناصر الكيمياء) عام 1789. بدءا من هذا النشر والآخرين الذين تبعوه، قام لافوازييه بتوليف عمل الآخرين، وابتدع مصطلح «الأكسجين». مثل أنطوان لافوازييه الثورة الكيماوية ليس فقط في مؤلفاته، ولكن أيضا في طريقة ممارسته للكيمياء. واتسم عمل لافوازييه من خلال تحديد منهجي له من الأوزان والتركيز القوي له في التحديد والدقة. قانون حفظ الكتلة، أن وزن المادة سيتم حفظه من خلال أي تفاعل كيميائي، اكتشفه أنطوان لافوازييه في أواخر القرن الـ18 ومثلت مواصلته الدقيقة للأبحاث.
أضاف لافوازييه أيضا إلى الكيمياء طريقة فهم الاحتراق والتنفس والدليل على تكوين المياه عن طريق التحلل إلى الأجزاء المكونة لها. وأوضح نظرية الاحتراق، وتحدى فلوجستون مع وجهات نظره على السعرات الحرارية. تتضمن المعاهدة مفاهيم من «الكيمياء الجديد»، وتصف التجارب والمنطق الذي أدى إلى استنتاجاتها. مثل مبادئ نيوتن، الذي كان نقطة تحول في الثورة العلمية، يمكن أن ينظر إلى معاهدة لافوازييه باعتبارها تتويجا للثورة الكيميائية.
ولم يقبل عمل لافوازييه على الفور واستغرق الأمر عدة عقود لكى تكتسب زخما. وساعد على هذا التحول عمل يونس ياكوب بيرسيليوس، الذي جاء مع اختزال مبسط لوصف مركبات كيميائية على أساس نظرية جون دالتون من الأوزان الذرية. كثير من الناس اعتبروا اطاحة لافوازييه لنظرية فلوجستون أنها الثورة الكيميائية التقليدية، مع اعتبار لافوازييه بداية الثورة وجون دالتون ذروتها.

### المعاهدة الأساسية للكيمياء
إتيان بونيه، قس كوندلاك كان واحدا من العوامل المؤثرة في لافوازييه. نهج كونديلاك في البحث العلمي، كان أساس نهج لافوازييه في المعاهدة، هو إثبات أن البشر يمكن أن يخلقوا التمثيل العقلي في العالم باستخدام الأدلة التي تم جمعها. في مقدمة معاهدته يقول لافوازييه
انها حكمة معترف بها عالميا في الهندسة، وبالفعل في كل فرع من فروع المعرفة، والتي، مع تقدم التحقيق، علينا أن ننطلق من الحقائق المعروفة إلى ما هو غير معروف. ... وبهذه الطريقة، من سلسلة من الأحاسيس، والملاحظات، والتحليلات، ينشأ قطار متوالي من الأفكار، لذلك ترتبط معا، أن مراقب يقظ قد يعود إلى نقطة معينة في النظام واتصال في مجمل المعرفة البشرية كلها.
لافوازييه يربط بوضوح أفكاره مع تلك الخاصة بكونديلاك، سعيا لإصلاح مجال الكيمياء. وكان هدفه في المعاهدة ربط المجال مع خبرة ومراقبة مباشرة، بدلا من الافتراض. عمله قام بتعريف أساسا جديدا لقاعدة الأفكار الكيميائية وتعيين اتجاه للمسار المستقبلي للكيمياء.

### طريقة التسمية الكيميائية
أنطوان لافوازييه، في جهد تعاوني مع لويس برنارد جوتون دي مورفو، وكلود لوي برتوليه، وانطوان فرانسوا دي فوركروي، نشروا طريقة التسمية الكيمائية في 1787. أنشأ هذا العمل المصطلحات لـ«الكيمياء الجديدة» التي كان يصنعها لافوازييه، والتي ركزت على مجموعة موحدة من الشروط، إنشاء عناصر جديدة، والعمل التجريبي. أنشئت الطريقة 55 من العناصر التي كانت مواد لا يمكن تقسيمها إلى أجزاء مركبة أبسط في وقت النشر. عن طريق إدخال مصطلحات جديدة في هذا المجال، وشجع لافوازييه الكيميائيين الآخرين على تبني نظرياته وممارساته من أجل استخدام مصطلحاته وبقاءها في مجال الكيمياء.